# Trachusa interrupta
Trachusa interrupta är en biart som först beskrevs av Fabricius 1781.  Trachusa interrupta ingår i släktet hartsbin, och familjen buksamlarbin. Inga underarter finns listade i Catalogue of Life.